# Leses
Leses is een bestuurslaag in het regentschap Klaten van de provincie Midden-Java, Indonesië. Leses telt 2492 inwoners (volkstelling 2010).